# Quintino di Vermand
Quintino di Vermand (... – Augusta Viromanduorum, 287) fu un predicatore romano cristiano. Secondo la tradizione cristiana, fu martirizzato per decapitazione in Gallia e da allora è venerato come santo.

## Biografia
Di questo santo esistono pochissime testimonianze storiche, per cui risulta difficoltoso ricostruirne la vita e le opere. Secondo la sua agiografia era un cittadino romano, forse figlio di un senatore di nome Zeno e fu martirizzato in Gallia dove si era recato in compagnia di san Luciano di Beauvais. Giunto ad Amiens iniziò ivi a predicare il Vangelo ma venne incarcerato per questo per volere del prefetto romano Riziovaro, nominato dall'imperatore Massimiano ed accanito persecutore dei Cristiani. 

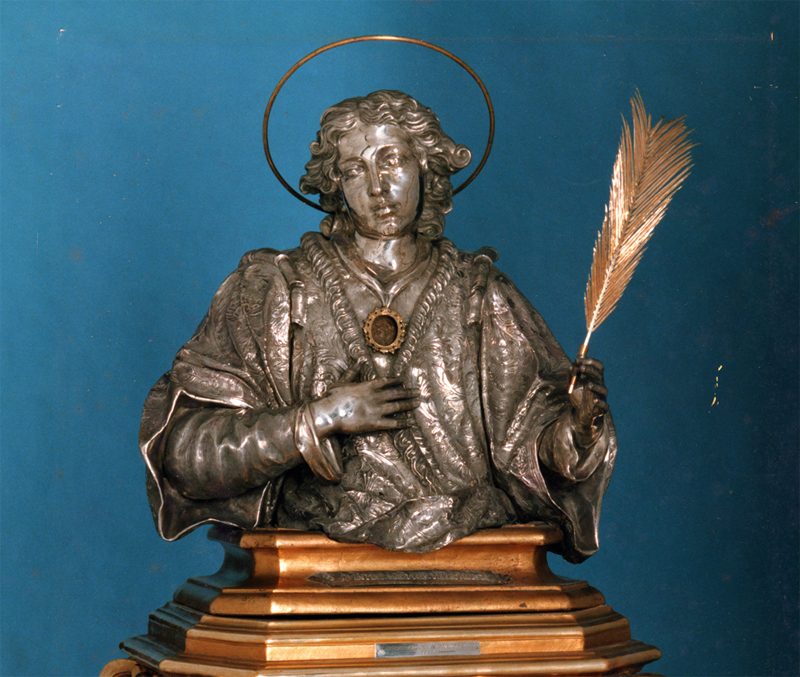
Busto argenteo del santo venerato nella chiesa parrocchiale di Alliste

 Sempre secondo la leggenda Quintino venne incatenato e torturato ripetutamente per indurlo a ripudiare la sua fede cristiana, ma senza successo. Fu così che il prefetto Riziovaro si trasferì a Reims, capitale della Gallia Belgica, dove ordinò venisse portato anche Quintino affinché venisse sottoposto a giudizio. Tuttavia, durante il viaggio, nei pressi di una località chiamata Augusta Veromanduorum (l'attuale San Quintino), Quintino riuscì miracolosamente a fuggire e a proseguire la sua opera di evangelizzazione. Non datosi per vinto, Riziovaro lo fece catturare nuovamente e, dopo averlo torturato, lo fece decapitare e gettare i suoi resti nelle paludi della Somme.
Secondo la leggenda, cinquantacinque anni dopo, una donna affetta da cecità, di famiglia patrizia, giunse nel luogo dove era stato gettato il corpo di Quintino, seguendo una ispirazione divina e miracolosamente ritrovò i resti del santo che emersero dall'acqua della palude emanando un "odore di santità". Ella seppellì il suo corpo sulla sommità di un monte e vi eresse una piccola cappella per proteggere la sepoltura, e, fatto ciò, recuperò miracolosamente la vista.

## Composizioni musicali dedicate al santo
Esiste un mottetto in latino intitolato Sanctae Quintinae per timbro vocale di baritono ed organo (o quartetto strumentale) la cui prima esecuzione si è tenuta nella Chiesa di San Quintino a Gossolengo, sotto la statua che lo ritrae con la palma del martirio, in occasione della festività del Santo Patrono il 29 ottobre 2010. Ne è autore il compositore e musicologo Mario Giuseppe Genesi: questo brano fa parte della serie dei 40 Mottetti Piacentini, dedicati ad altrettanti santi e sante del "santorale" locale.